# Argema fournieri
Argema fournieri is een vlinder uit de familie nachtpauwogen (Saturniidae). De wetenschappelijke naam van deze soort is voor het eerst geldig gepubliceerd in 1971 door Darge.
De soort komt voor in tropisch Afrika.